# Clermontia
Clermontia es un género de plantas con flores perteneciente a la familia Campanulaceae.  Nativas de Hawái donde se encuentra en las selvas densas.

## Descripción
Las flores son grandes y espectaculares, los sépalos son similares en color y tamaño a la corola, dando la apariencia de ser una flor con el doble número de pétalos.

## Taxonomía
El género fue descrito por Charles Gaudichaud-Beaupré y publicado en Voyage autour du monde, entrepris par ordre du roi, . . . éxécuté sur les corvettes de S. M. l'Uranie et la Physicienne, pendant les années 1817, 1818, 1819 et 1820; . . . Botanique 459. 1829. La especie tipo es: Clermontia oblongifolia* Gaud.

## Especies seleccionadas
Clermontia (Cálix similar a pétalos)
- Clermontia calophylla F. Wimmer
- Clermontia drepanomorpha* Rock
- Clermontia grandiflora Gaud.
- Clermontia hawaiiensis (Hillebr.) Rock
- Clermontia kakeana Meyen
- Clermontia kohalae Rock
- Clermontia lindseyana* Rock
- Clermontia micrantha (Hillebr.)
- Clermontia montis-loa Rock
- Clermontia multiflora Hillebr.
- Clermontia oblongifolia* Gaud.
- Clermontia pallida Hillebr.
- Clermontia parviflora Gaud. ex A. Gray
- Clermontia persicifolia Gaud.
- Clermontia samuelii* C. Forbes

Clermontioideae (cálix corto, verde)
- Clermontia arborescens (H. Mann) Hillebr.
- Clermontia clermontioides (Gaud.) A. Heller
- Clermontia fauriei H. Lév
- Clermontia peleana* Rock
- Clermontia pyrularia*
- Clermontia tuberculata
- Clermontia waimeae